# Vanja Stambolova
Vania Stambolova (Bulgaars: Ваня Стамболова) (Varna, 28 november 1983) is een Bulgaarse atlete. Ze is gespecialiseerd in de 400 m en de 400 m horden, op welk nummer ze sinds 2010 tevens nationaal recordhoudster is. Ze nam eenmaal deel aan de Olympische Spelen, maar won hierbij geen medailles.

## Biografie

### Europees kampioene
Op de wereldranglijst van 2005 stond Stambolova met haar persoonlijk record van 52,99 s op de 400 m niet bij de beste 150 atleten. Op de 400 m horden stond ze met 56,29 op een 54e plaats.
Op de wereldindoorkampioenschappen in 2006 won ze een zilveren medaille op de 400 m in een persoonlijke recordtijd van 50,21. Ze veroverde vervolgens goud bij de Europese kampioenschappen in 2006 met een tijd van 49,85.

### Schorsing
Op 24 januari 2007 werd ze samen met hoogspringster Venelina Veneva positief bevonden op het gebruik van testosteron. Beiden werden door dezelfde trainer getraind. Als gevolg hiervan werd Vanja Stambolova voor twee jaar geschorst (van 10 april 2007 tot en met 9 april 2009) en werden al haar resultaten vanaf 24 januari 2007 geschrapt.

### Comeback
Na haar schorsing kwam Stambolova sterk terug. In 2009 veroverde zij op de universiade in Belgrado de gouden medaille op de 400 m horden in 55,14. Het volgende jaar behaalde ze bij de WK indoor in Doha een derde plaats op de 400 m achter Debbie Dunn (eerste in 51,04) en Tatjana Firova (tweede in 51,13). Vervolgens liep ze op de Europese kampioenschappen in Barcelona op de 400 m horden achter de ongenaakbare Russische Natalja Antjoech (eerste in 52,92) naar een zilveren medaille in de nationale recordtijd van 53,82. 
Ze nam deel aan de Olympische Zomerspelen 2012 in Londen, maar moest bij de 400 m horden de wedstrijd voor de finish staken. Een jaar later bereikte Stambolova de halve finales van de wereldkampioenschappen van Moskou door in de series 55,91 s te lopen. In de halve finales was de Bulgaarse minder sterk en werd ze als laatste in haar race uitgeschakeld.

## Titels
- Universiade kampioene 400 m - 2009
- Balkan indoorkampioene 400 m - 2006
- Bulgaars kampioene 400 m horden - 2001, 2002, 2005, 2006

## Persoonlijke records
Outdoor
| Onderdeel    | Prestatie           | Datum            | Plaats  |
| ------------ | ------------------- | ---------------- | ------- |
| 200 m        | 22,81 s             | 25 juni 2006     | Plovdiv |
| 400 m        | 49,53 s (nat. rec.) | 27 augustus 2006 | Rieti   |
| 400 m horden | 53,68 s (nat. rec.) | 5 juni 2011      | Rabat   |

Indoor
| Onderdeel | Prestatie           | Datum            | Plaats |
| --------- | ------------------- | ---------------- | ------ |
| 200 m     | 23,51 s             | 4 februari 2006  | Sofia  |
| 300 m     | 36,81 s (nat. rec.) | 14 februari 2012 | Liévin |
| 400 m     | 50,21 s (nat. rec.) | 13 maart 2006    | Moskou |
| 800 m     | 2.02,03 s           | 21 januari 2012  | Wenen  |

## Palmares

### 400 m
Kampioenschappen
- 2006:  WK indoor - 50,21 s
- 2006:  EK - 49,85 s
- 2006: 8e Wereldatletiekfinale - 51,48 s
- 2006:  Wereldbeker - 50,09 s
- 2010:  WK indoor - 51,50 s
- 2010:  EK - 53,82 s (nat. rec.)
- 2011: 4e EK indoor - 52,58 s
- 2012: 4e WK indoor - 51,99 s (in ½ fin. 51,87 s)

Golden League-podiumplekken
- 2006:  Meeting Gaz de France – 49,96 s
- 2006:  Golden Gala – 49,91 s
- 2006:  Weltklasse Zürich – 50,42 s
- 2006:  Memorial Van Damme – 51,13 s

### 400 m horden
- 1999: 5e in series WJK - 1.04,56
- 2005:  Balkan Games - 58,41 s
- 2005: 5e in series WK - 58,99 s
- 2009:  Universiade - 55,14 s
- 2009: 5e in ½ fin. WK - 56,12 s
- 2010:  EK - 53,82 s
- 2010:  IAAF/VTB Bank Continental Cup - 54,89 s
- 2011: 6e WK - 54,23 s
- 2012: DNF OS
- 2013: 8e in ½ fin. WK - 56,58 s